# Variace (hudba)
Variace je hudební instrumentální forma, jejímž základem je opakování jedné základní melodie (tématu) v různých obměnách.
Téma bývá různého původu – přejaté ze skladby jiného autora nebo z lidové hudby či vytvořené přímo autorem jako základ k variační práci. Téma nebývá příliš dlouhé. Mívá jednoduchou, ale výraznou melodii, prostou harmonii, nekomplikovaný rytmus a mírné tempo. Má poskytovat dostatek příležitosti k variacím.
Obměňování tématu probíhá nejrůznějšími způsoby, např. zdobením melodie, změnou rytmu, harmonie, tempa, tóniny, polohy, většinou kombinací těchto i řady dalších variačních postupů.
Na počátku této hudební formy vždy zazní téma. Po něm následují jednotlivé variace označené čísly. Počáteční variace bývají jednoduché a zachovávají značnou podobnost s tématem. Jsou tedy formální. Postupně se variace komplikují, nejsložitější obvykle zazní na závěr. Někdy jsou variace zakončeny tématem v původním znění.

## Příklady variací
Variace jsou mezi hudebními skladateli oblíbenou formou, mezi nejznámější příklady jejího využití patří:
- Johann Sebastian Bach: Goldbergovy variace (BWV 988), Passacaglia a fuga c moll (BWV 582/1)
- Wolfgang Amadeus Mozart: 12 variací na francouzskou lidovou píseň „Ah, vous dirai-je, maman“ (KV 265), první věta 11. klavírní sonáty (KV 331)
- Joseph Haydn: Andante s variacemi pro klavír v f moll (Hoboken 17/6)
- Ludwig van Beethoven: 33 variací na valčík Antona Diabelliho
- Franz Schubert: Variace na píseň „Trockne Blumen“ pro flétnu a klavír
- Johannes Brahms: Variace a fuga na Händelovo téma
- Igor Stravinskij: Oktet (druhá část)